# لیپمن برز
لیپمن برز (انگلیسی: Lipman Bers؛ ۲۲ مهٔ ۱۹۱۴ – ۲۹ اکتبر ۱۹۹۳) یک دانشمند در زمینه ریاضیات اهل ایالات متحده آمریکا بود.